# 小澤一彦
小澤 一彦（おざわ かずひこ、1955年12月14日 - ）は、テレビ静岡 (SUT) の元アナウンサー。同局報道制作局制作部に所属していた。
静岡県静岡市出身。日本大学芸術学部放送学科を卒業後、1978年に鹿児島テレビ放送 (KTS) に入社。8年間アナウンサーとして勤務した後、1986年から1990年迄上京してフリーアナウンサーを務め、その後1991年にテレビ静岡へ移籍した。

## 出演番組

### 鹿児島テレビ
- ズームイン!!朝!
- KTSあなたのかごしま
- ザ・トップテン - KTSリポーター
- KTSテレビ夕刊
- KTSスーパータイム NEWS&SPORTS

### フリーアナウンサー時代
- 欽ちゃんの爆笑仮装コンテスト！第25回全日本仮装大賞（1988年10月8日） - ナレーター

### テレビ静岡
- FNNテレビ静岡ニュース
- FNNテレビ静岡スーパータイム
- FNNテレビ静岡スーパーニュース
- 報道24時[1]
- 特報!しずおか[4]